# Garrett Roe
Pour les articles homonymes, voir Roe.
Garrett Roe (né le 22 février 1988 à Vienna dans l'État de Virginie aux États-Unis) est un joueur professionnel américain de hockey sur glace. Il évolue au poste d'attaquant.

## Biographie
Après avoir connu une bonne première saison universitaire avec les Huskies de l'Université de Saint Cloud State, il est repêché au septième tour par les Kings de Los Angeles, au 183e rang, lors du repêchage d'entrée dans la LNH 2008. Il complète quatre années à l'université avant de devenir professionnel avec les Phantoms de l'Adirondack dans la LAH, équipe avec laquelle il passe deux saisons. 
En 2013, il rejoint l'EC Red Bull Salzbourg en Autriche. Il joue par la suite pour l'EHC Munich en Allemagne, puis le Linköpings HC en Suède, avant de s'aligner pour le EV Zoug en Suisse. 
Il prend part avec l'équipe des États-Unis aux Jeux olympiques d'hiver de 2018 se tenant à Pyeongchang en Corée du Sud.

## Statistiques

### En club
| Saison    | Équipe                   | Ligue           |    | Saison régulière | Saison régulière | Saison régulière | Saison régulière | Saison régulière |   | Séries éliminatoires | Séries éliminatoires | Séries éliminatoires | Séries éliminatoires | Séries éliminatoires |
| Saison    | Équipe                   | Ligue           | PJ | B                | A                | Pts              | Pun              | PJ               | B | A                    | Pts                  | Pun                  |                      |                      |
| 2004-2005 | Ice de l'Indiana         | USHL            | 49 | 6                | 15               | 21               | 62               | 3                | 0 | 3                    | 3                    | 4                    |                      |                      |
| 2005-2006 | Ice de l'Indiana         | USHL            | 49 | 21               | 32               | 53               | 93               | 2                | 3 | 0                    | 3                    | 0                    |                      |                      |
| 2006-2007 | Ice de l'Indiana         | USHL            | 57 | 24               | 39               | 63               | 143              | 6                | 3 | 10                   | 13                   | 8                    |                      |                      |
| 2007-2008 | St. Cloud State          | WCHA            | 39 | 18               | 27               | 45               | 55               | -                | - | -                    | -                    | -                    |                      |                      |
| 2008-2009 | St. Cloud State          | WCHA            | 38 | 17               | 31               | 48               | 72               | -                | - | -                    | -                    | -                    |                      |                      |
| 2009-2010 | St. Cloud State          | WCHA            | 41 | 20               | 29               | 49               | 65               | -                | - | -                    | -                    | -                    |                      |                      |
| 2010-2011 | St. Cloud State          | WCHA            | 38 | 10               | 26               | 36               | 48               | -                | - | -                    | -                    | -                    |                      |                      |
| 2011-2012 | Phantoms de l'Adirondack | LAH             | 72 | 8                | 32               | 40               | 44               | -                | - | -                    | -                    | -                    |                      |                      |
| 2012-2013 | Phantoms de l'Adirondack | LAH             | 57 | 12               | 14               | 26               | 41               | -                | - | -                    | -                    | -                    |                      |                      |
| 2013-2014 | EC Red Bull Salzbourg    | EBEL            | 44 | 16               | 27               | 43               | 44               | 14               | 4 | 11                   | 15                   | 14                   |                      |                      |
| 2014-2015 | EHC Munich               | DEL             | 51 | 13               | 38               | 51               | 56               | 1                | 0 | 0                    | 0                    | 2                    |                      |                      |
| 2015-2016 | Linköpings HC            | SHL             | 41 | 14               | 27               | 41               | 28               | 5                | 0 | 2                    | 2                    | 4                    |                      |                      |
| 2016-2017 | Linköpings HC            | SHL             | 49 | 16               | 21               | 37               | 49               | 3                | 0 | 0                    | 0                    | 2                    |                      |                      |
| 2017-2018 | EV Zoug                  | National League | 44 | 12               | 37               | 49               | 32               | 5                | 3 | 0                    | 3                    | 4                    |                      |                      |
| 2018-2019 | EV Zoug                  | National League | 31 | 9                | 22               | 31               | 55               | 13               | 6 | 11                   | 17                   | 12                   |                      |                      |
| 2019-2020 | ZSC Lions                | National League | 44 | 13               | 35               | 48               | 20               | -                | - | -                    | -                    | -                    |                      |                      |
| 2020-2021 | ZSC Lions                | National League | 39 | 8                | 24               | 32               | 46               | 9                | 1 | 4                    | 5                    | 2                    |                      |                      |
| 2021-2022 | ZSC Lions                | National League | 37 | 10               | 19               | 29               | 22               | 7                | 1 | 1                    | 2                    | 4                    |                      |                      |
| 2022-2023 | ZSC Lions                | National League | 31 | 4                | 10               | 14               | 13               | 3                | 1 | 1                    | 2                    | 2                    |                      |                      |

### En équipe nationale
| Année | Équipe     | Compétition     |   | PJ | B | A | Pts | Pun      |  | Résultat |
| 2018  | États-Unis | Jeux olympiques | 5 | 1  | 1 | 2 | 0   | 7e place |  |          |

## Trophées et honneurs personnels
- 2007-2008 :
  - nommé dans l'équipe des recrues de la WCHA.
  - nommé dans la deuxième équipe d'étoiles de la WCHA.
- 2008-2009 : nommé dans la troisième équipe d'étoiles de la WCHA.
- 2009-2010 : nommé dans la troisième équipe d'étoiles de la WCHA.